# Sergi López Segú
Sergi López Segú (Granollers, 6 de outubro de 1967 - Granollers, 4 de novembro de 2006) foi um ex-futebolista espanhol que jogava como lateral-esquerdo.
Iniciou sua carreira pelo Barcelona B, em 1986. Promovido ao elenco principal em 1987, jogou 29 partidas e marcou 5 gols pelo time reserva dos Blaugranas. Nas 5 temporadas em que defendeu o time principal do Barcelona, López participou de apenas 17 jogos.
Atuou também por Mallorca, Real Zaragoza e Gavà, encerrando a carreira com apenas 28 anos, devido a um grave problema no joelho.
Logo após deixar os gramados, López mudou-se para a Argentina, mas sua estadia no país sul-americano durou pouco: além do fracasso em seu casamento, o ex-lateral sofria com depressão, chegando a se internar em uma clínica psiquiátrica. Além da depressão, problemas financeiros obrigaram López a voltar à Espanha. O ex-jogador cometeu suicídio em 4 de novembro de 2006, ao ser atropelado por um trem. Em seu velório, Txiki Begiristain, Josep Guardiola, Sergi Barjuán e Guillermo Amor (ex-jogadores do Barcelona), Joan Laporta (então presidente do clube), Samuel Eto'o, Josep Serer (Mallorca), Xavier Aguado e Santiago Aragón (Zaragoza), além do ex-presidente do Valencia, Pedro Cortés, e Gerard López (irmão mais novo do lateral), que jogava pelo Monaco, participaram da cerimônia.